# 熊毛郡 (鹿児島県)
- 令制国一覧 > 西海道 > 大隅国 > 熊毛郡
- 日本 > 九州地方 > 鹿児島県 > 熊毛郡

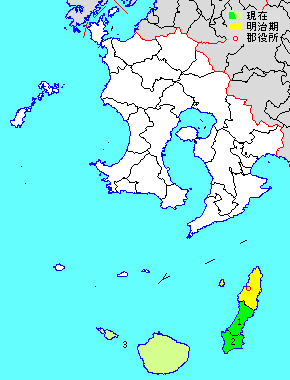
鹿児島県熊毛郡の位置（1.中種子町 2.南種子町 3.屋久島町 薄緑：後に他郡から編入した区域）

熊毛郡（くまげぐん）は、鹿児島県（大隅国）にある郡。
人口22,640人、面積787.33km²、人口密度28.8人/km²。（2025年7月1日、推計人口）
以下の3町を含む。
- 中種子町（なかたねちょう）
- 南種子町（みなみたねちょう）
- 屋久島町（やくしまちょう）

## 郡域
1879年（明治12年）に行政区画として発足した当時の郡域は、上記から屋久島町の全域を除き、西之表市の全域を加えた区域にあたる。

## 歴史

### 近世以降の沿革
- 明治初年時点では全域が薩摩鹿児島藩領であった。「旧高旧領取調帳」に記載されている明治初年時点での村は以下の通り。（17村）

西之表村、国上村、現和村、安城村、住吉村、納官村、増田村、野間村、油久村、坂井村、平山村、茎永村、中之村、西之村、島間村、安納村、古田村
- 明治4年7月14日（1871年8月29日） - 廃藩置県により鹿児島県の管轄となる。
- 明治12年（1879年）2月17日 - 郡区町村編制法の鹿児島県での施行により、行政区画としての熊毛郡が発足。「鹿児島郡役所」が鹿児島城下山之口馬場町に設置され、鹿児島郡・谿山郡・馭謨郡とともに管轄。
- 明治13年（1880年） - 納官村の一部（牧川）が分立して牧川村となる。（18村）
- 明治15年（1882年） - 油久村の一部（田島・阿高磯）が分立して田島村となる。（19村）
- 明治17年（1884年） - 国上村の一部が分立して伊関村となる。（20村）
- 明治18年（1885年）
  - 10月20日 - 大島郡・馭謨郡および川辺郡の一部（上三島・トカラ列島）とともに金久支庁（後に大島島庁）の管轄となる。
  - 12月8日 - 馭謨郡および川辺郡の一部（上三島）とともに金久支庁種子島出張所の管轄となる。

### 町村制以降の沿革

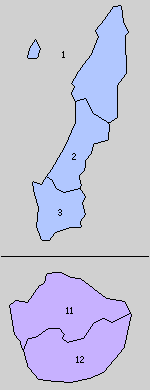
1.北種子村 2.中種子村 3.南種子村 11.上屋久村 12.下屋久村（紫：屋久島町 青：合併なし 上屋久村所属の口之永良部島は省略）

- 明治22年（1889年）4月1日 - 町村制の施行により、以下の各村が発足。「種子島郡役所（後に熊毛郡役所）」が北種子村に設置され、馭謨郡とともに管轄。（3村）
  -     - 北種子村 ← 西之表村、住吉村、国上村、伊関村、現和村、安城村、安納村、古田村（現・西之表市）
    - 中種子村 ← 野間村、納官村、油久村、増田村、牧川村、田島村、坂井村（現・中種子町）
    - 南種子村 ← 茎永村、島間村、西之村、平山村、中之村（現・南種子町）
- 明治29年（1896年）4月1日 - 郡制の施行のため、熊毛郡役所の管轄区域をもって、改めて熊毛郡が発足。上屋久村・下屋久村（現・屋久島町）が本郡の所属となる。（5村）
- 明治30年（1897年）4月1日 - 郡制を施行。初代郡長は牧野篤好[1]。
- 大正12年（1923年）4月1日 - 郡会が廃止。郡役所は存続。
- 大正15年（1926年）
  - 4月1日 - 北種子村が町制施行・改称して西之表町となる。（1町4村）
  - 7月1日 - 郡役所が廃止され、内務省告示第82号により熊毛支庁が設置される。
- 昭和15年（1940年）11月10日 - 中種子村が町制施行して中種子町となる。（2町3村）
- 昭和31年（1956年）10月15日 - 南種子村が町制施行して南種子町となる[2]。（3町2村）
- 昭和33年（1958年）
  - 4月1日 - 上屋久村が町制施行して上屋久町となる[3]。（4町1村）
  - 10月1日 - 西之表町が市制施行して西之表市となり[4]、郡より離脱。（3町1村）
- 昭和34年（1959年）4月1日 - 下屋久村が改称・町制施行して屋久町となる[5][6]。（4町）
- 平成19年（2007年）10月1日 - 上屋久町・屋久町が合併して屋久島町が発足[7]。（3町）

### 変遷表
| 明治22年4月1日  | 明治22年 - 大正15年              | 昭和元年 - 昭和19年   | 昭和20年 - 昭和64年            | 平成元年 - 現在          | 現在     |
| --------------- | -------------------------------- | --------------------- | ------------------------------ | ------------------------ | -------- |
| 北種子村        | 大正15年4月1日 町制改称 西之表町 | 西之表町              | 昭和33年10月1日 市制           | 西之表市                 | 西之表市 |
| 中種子村        | 中種子村                         | 昭和15年11月10日 町制 | 中種子町                       | 中種子町                 | 中種子町 |
| 南種子村        | 南種子村                         | 南種子村              | 昭和31年10月15日 町制          | 南種子町                 | 南種子町 |
| 馭謨郡 上屋久村 | 明治29年3月29日 熊毛郡           | 上屋久村              | 昭和33年4月1日 町制            | 平成19年10月1日 屋久島町 | 屋久島町 |
| 馭謨郡 下屋久村 | 明治29年3月29日 熊毛郡           | 下屋久村              | 昭和34年4月1日 町制改称 屋久町 | 平成19年10月1日 屋久島町 | 屋久島町 |